# Ricky Nelson (album)
| Recensione                        | Giudizio |
| --------------------------------- | -------- |
| AllMusic                          | [ 1 ]    |
| The New Rolling Stone Album Guide | [ 2 ]    |

Ricky Nelson è il secondo album discografico di Ricky Nelson, pubblicato dall'etichetta discografica Imperial Records nel luglio del 1958.
L'album raggiunse la settima posizione nella classifica statunitense The Billboard 200 mentre il singolo Poor Little Fool fu numero uno della classifica The Billboard Hot 100, terzo nella classifica Country Singles ed in quella di Rhythm and Blues riservata ai singoli.

## Tracce
Lato A
1. Shirley Lee – 1:57 (Bobby Lee Trammell) – Registrato il 1º aprile 1958 al Master Recorders di Hollywood, California
2. Someday – 2:49 (Jimmie Hodges) – Registrato l'11 aprile 1958 al Master Recorders di Hollywood, California
3. There's Good Rockin' Tonight – 2:39 (Roy Brown) – Registrato il 1º aprile 1958 al Master Recorders di Hollywood, California
4. I'm Feelin' Sorry – 2:17 (Jack Clement) – Registrato il 1º aprile 1958 al Master Recorders di Hollywood, California
5. Down the Line – 2:30 (Roy Orbison) – Registrato il 1º aprile 1958 al Master Recorders di Hollywood, California
6. Unchained Melody – 2:16 (Alex North, Hy Zaret) – Registrato l'11 aprile 1958 al Master Recorders di Hollywood, California

Lato B
1. I'm in Love Again – 2:19 (Fats Domino, Dave Bartholomew) – Registrato il 21 aprile 1958 al Master Recorders di Hollywood, California
2. Don't Leave Me This Way – 2:24 (Ricky Nelson) – Registrato il 21 aprile 1958 al Master Recorders di Hollywood, California
3. My Babe – 2:32 (Willie Dixon) – Registrato il 17 aprile 1958 al Master Recorders di Hollywood, California
4. I'll Walk Alone – 2:35 (Sammy Cahn, Jule Styne) – Registrato il 21 aprile 1958 al Master Recorders di Hollywood, California
5. There Goes My Baby – 2:12 (James Burton, James Kirkland) – Registrato il 21 aprile 1958 al Master Recorders di Hollywood, California
6. Poor Little Fool – 2:29 (Shari Sheeley) – Registrato il 17 aprile 1958 al Master Recorders di Hollywood, California

Edizione CD del 2001, pubblicato dalla Magic Records (700139 301142)
1. Shirley Lee (Bobby Lee Trammell)
2. Someday (James Hodges)
3. There's Good Rockin' Tonight (Roy Brown)
4. I'm Feeling Sorry (Jack Clement)
5. Down the Line (Roy Orbison)
6. Unchained Melody (Alex North, Hy Zaret)
7. I'm in Love Again (Fats Domino, Dave Bartholomew)
8. Don't Leave Me This Way (Rick Nelson)
9. My Babe (Willie Dixon)
10. I'll Walk Alone (Sammy Cahn, Jule Stine)
11. There Goes My Baby (James Kirkland, James Burton)
12. Poor Little Fool (Shari Sheeley)
13. Believe What You Say (Johnny Burnette, Dorsey Burnette) – Bonus Track
14. My Bucket's Got a Hole in It (Clarence Williams) – Bonus Track

- Brani: Believe What You Say e My Bucket's Got a Hole in It, registrati il 17 febbraio 1958 al Master Recorders di Hollywood, California

## Musicisti
Shirley Lee / There's Good Rockin' Tonight / I'm Feelin' Sorry / Down the Line
- Ricky Nelson - voce, chitarra ritmica
- James Burton - chitarra solista
- Gene Garff - pianoforte
- James Kirkland - contrabbasso
- Richie Frost - batteria
- The Jordanaires (gruppo vocale) - accompagnamento vocale, cori (registrato in sovraincisione)
- Jimmie Haskell - produttore

Someday / Unchained Melody
- Ricky Nelson - voce, chitarra ritmica (brano: Someday)
- Ricky Nelson - voce, batteria (brano: Unchained Melody)
- James Burton - chitarra solista
- Ozzie Nelson - pianoforte
- James Kirkland - contrabbasso
- The Jordanaires (gruppo vocale) - accompagnamento vocale, cori (registrato in sovraincisione in seguito)
- Jimmie Haskell - produttore

I'm in Love Again / Don't Leave Me This Way / I'll Walk Alone / There Goes My Baby
- Ricky Nelson - voce, chitarra ritmica
- James Burton - chitarra solista
- Gene Garff - pianoforte
- James Kirkland / George DeNaut - contrabbasso
- Richie Frost - batteria
- The Jordanaires (gruppo vocale) - accompagnamento vocale, cori (registrato in sovraincisione in seguito)
- Jimmie Haskell - produttore

My Babe / Poor Little Fool
- Ricky Nelson - voce, chitarra ritmica
- James Burton - chitarra solista
- Gene Garff - pianoforte
- James Kirkland / George DeNaut - contrabbasso
- Richie Frost - batteria
- The Jordanaires (gruppo vocale) - accompagnamento vocale, cori (registrato in sovraincisione il 28 aprile 1958)

Believe What You Say / My Bucket's Got a Hole in It
- Ricky Nelson - voce, chitarra ritmica
- James Burton - chitarra solista
- Gene Garff - pianoforte
- James Kirkland - contrabbasso
- Richie Frost - batteria
- The Jordanaires (gruppo vocale) - accompagnamento vocale, cori (registrato in sovraincisione in seguito)